# Malaincourt-sur-Meuse
Malaincourt-sur-Meuse är en kommun i departementet Haute-Marne i regionen Grand Est (tidigare regionen Champagne-Ardenne) i nordöstra Frankrike. Kommunen ligger i kantonen Bourmont som tillhör arrondissementet Chaumont. År 2022 hade Malaincourt-sur-Meuse 49 invånare.

## Befolkningsutveckling
Antalet invånare i kommunen Malaincourt-sur-Meuse
| Referens: INSEE |